# ميتشيل بيج (ضابط)
ميتشيل بيج (بالإنجليزية: Mitchell Paige)‏ هو ضابط أمريكي، ولد في 31 أغسطس 1918 في شارلوروا ‏ في الولايات المتحدة، وتوفي في 15 نوفمبر 2003 في لا كوينتا في الولايات المتحدة بسبب نوبة قلبية.